# Columbia Gorge
Columbia Gorge est une région viticole américaine (American Viticultural Area, ou AVA) reconnue par l'Alcohol and Tobacco Tax and Trade Bureau dans les États américains de l'Oregon et de Washington. Plus précisément, elle est centrée sur la gorge du Columbia.